# Akiyuki Nosaka
Akiyuki Nosaka, född 10 oktober 1930 i Kamakura i Kanagawa, död 9 december 2015 i Tokyo, var en japansk författare, sångare och under en period även parlamentariker.
Nosaka växte upp tillsammans med sina systrar och adoptivfar i Kobe. Han förlorade en syster i sjukdom, sin adoptivfar i 1945 års terrorbombningar av Kobe och ytterligare en syster på grund av undernäring. Han baserade senare – i stora drag – boken Eldflugornas grav på dessa erfarenheter. Utifrån historien i boken producerade Studio Ghibli 1988 en animerad långfilm med samma namn.
Nosaka drabbades 2003 av en stroke.

## Böcker i urval
- Eldflugornas grav vann Naoki-priset 1967 tillsammans med en annan av hans böcker – American Hijiki.
- Novellen The Pornographers översattes och trycktes på engelska 1968, med översättning av Michael Gallagher.